# Aeropuerto Internacional Pinto Martins
El Aeropuerto Internacional Pinto Martins (Código OACI: SBFZ;  Código IATA: FOR) es un aeropuerto internacional situado en Fortaleza, en el estado de Ceará, Brasil. Ofrece conexiones aéreas nacionales e internacionales a la ciudad de Fortaleza.
En 2018, por el aeropuerto pasaron 6.648.967 pasajeros y se registraron 57.465 movimientos de aeronaves, situando al aeropuerto como el décimo segundo aeropuerto con más tráfico de Brasil en términos de pasajeros.

## Historia
El aeropuerto tuvo su origen en una pista construida en la década de 1930 y que fue utilizada por la Escuela de Vuelo Ceará hasta el año 2000.
Durante la Segunda Guerra Mundial, el aeropuerto fue una importante base aliada que apoya las operaciones del Atlántico Sur.
El 13 de mayo de 1952, el nombre original, Cocorote Airport, fue cambiado a su nombre actual. En 1966 se construyó una terminal de pasajeros y una plataforma. Esas instalaciones ahora son utilizadas por las operaciones de aviación general.
Del 7 de enero de 1974 al 31 de diciembre de 2017, fue operado por Infraero y en 1997 pasó a categoría internacional.
En febrero de 1998, se abrió una nueva terminal de pasajeros en el área sur. El 31 de agosto de 2009, Infraero presentó un plan de inversión de BRL 525 millones (USD 276.6 millones, EUR 193.8 millones) para modernizar el Aeropuerto Internacional enfocándose en los preparativos para la Copa Mundial de la FIFA 2014, que se celebró en Brasil, siendo Fortaleza uno de los ciudades sede La inversión se distribuyó en la renovación y ampliación de la terminal de pasajeros, la plataforma y el estacionamiento con finalización prevista para noviembre de 2013, sin embargo, después de abandonada. Solo se hizo una tienda removible.
Mediante una asociación entre Infraero, el gobierno federal y el gobierno estatal, la terminal de pasajeros de 35,000 m² fue construida en el área sur, inaugurada en febrero de 1998 por el gobernador Tasso Jereissati, con capacidad para 3.8 millones de pasajeros por año, 14 posiciones de estacionamiento de aeronaves y automatización sistemas, siendo clasificados como internacionales en 1997 (Portaria 393 GM5, del 9 de junio de 1997). Fue subastado el 16 de marzo de 2017 al consorcio Fraport AG de Frankfurt, Alemania por R $ 425 millones para su uso durante 30 años. Entre los establecidos en el contrato está la reforma de la terminal actual y la terminación del trabajo adjunto, abandonado por Infraero, así como el aumento de la única pista. Desde junio de 2017 hasta 2018, ambas compañías operan todo el aeropuerto, a partir de 2018, administra el aeropuerto completamente en sus operaciones. El contrato firmado el 28 de julio de 2017 estipula renovar y completar las inversiones de Infraero para la terminal de pasajeros y el alargamiento de la pista única.
La antigua terminal de pasajeros en el aeropuerto de Fortaleza sirve como la Terminal de Aviación General (TAG), donde opera pequeñas aviación general, ejecutivos y taxis aéreos.
El aeropuerto es un imán constante para las personas que ven como entusiastas el movimiento de aviones, formando grupos y organizaciones como SBFZ Spotting.
En 2015, LATAM anunció una competencia desde el aeropuerto de Fortaleza con los aeropuertos de Recife y Natal para una inversión de conexiones aéreas hasta ahora nada logrado.
Air France-KLM y Gol Transportes Aéreos anunciaron el 25 de septiembre de 2017 una asociación de cinco vuelos semanales a Fortaleza operados por Joon y KLM. "Gol" distribuye y recoge pasajeros en la red aérea brasileña.
El 7 de octubre de 2017, un Boeing 737-200, anteriormente operado por TAF Linhas Aéreas y varias otras aerolíneas, ha sido abandonado en el aeropuerto desde 2008, fue presentado por el Ministerio de Relaciones Exteriores alemán en julio por alrededor de US $ 24,000 a Alemania, por lo que podría restaurarse y exhibirse como un símbolo de una sociedad libre, invicto por el terror. Este avión estuvo involucrado en el secuestro del vuelo 181 de Lufthansa el 13 de octubre de 1977. El avión se restaurará y exhibirá en el Museo Dornier en Friedrichshafen a partir de 2019. Quedaron otros 7, que son B727-200, B737-200 del mismo TAF Linhas Aéreas. , PT-MTF (737 TAF / Varig), PT-MTC (727 TAF), PR-MTH (737 TAF / Delta Air Lines), PT-MTA (TAF / Aer Lingus), PR-MTD (727 TAF), a PT-WTH (Piper PA-34 Seneca del Departamento de Policía de São Paulo), un PT-SCY (Embraer EMB-110 Bandeirante de Funceme).
El 23 de octubre de 2017, los Planes y el Proyecto que se realizarán a partir de febrero de 2018 por Stefan Schulte y Andrea Pal, Administrador, se presentan junto con Camilo Santana y Roberto Cláudio, Gobernador y alcalde.
El 2 de enero de 2018, el martes, Infraero entregó las llaves de los aeropuertos de Fortaleza y Porto Alegre a Fraport. La concesionaria alemana reparó en aire acondicionado, iluminación, señalización y WiFi. Hasta el 27 de abril de 2018, el concesionario reemplazó las luces del tanque de agua, los inodoros, la velocidad de Internet aumentó de 400 Mbit / sa 1 GB/s, reparó escaleras mecánicas y ascensores, trasladó las tiendas de Islandia desde el pasillo principal Al costado y cerrado el área de Observación para establecer sus propias oficinas. La compañía proporcionó la expansión de la terminal y las vías, remodelando el área de taxis y tráfico, y rediseñó el sistema de carreteras del aeropuerto, con un viaducto, recibió gestión automática de equipaje, control de seguridad y nuevos puentes de embarque de aeronaves. El 27 de abril de 2018, el inicio de la construcción de la extensión de la terminal de dos pisos, cuya finalización se espera sea el 14 de abril de 2020. Se invirtieron más de R$ 1 mil millones hasta 2021. El 25 de junio de 2019 un área de registro de 60 empleados Lo que abrió con 40 locales a Azul, Gol, Latam y 20 Internacional a Air France, KLM y Tap, en el que se concluyó el 80 % de las obras.

## Aerolíneas y destinos
| Aerolíneas                       | Ciudades | Alianza       |
| -------------------------------- | --- | ------------- |
| Air France 1 destino             | Internacional (1) París | Skyteam       |
| Azul Líneas Aéreas 14 destinos   | Nacionales: (14) Aracati / Barreirinhas / Belém / Belo Horizonte / Campinas / Crateús / Iguatu / Jericoacoara / Mossoró / Parnaíba / Recife / São Benedito / São Paulo / São Luís / Sobral / Teresina                    | N/A           |
| Gol Linhas Aéreas 14 destinos    | Nacionales: (12) Belém / Brasilia / Juazeiro do Norte / Manaos / Natal / Recife / Río de Janeiro-GIG / Salvador de Bahía / São Luis / São Paulo / São Paulo-GRU / Teresina Internacionales: (2) Buenos Aires / Miami     | N/A           |
| Iberia 1 destino                 | Internacional: (1) Madrid (Inicia 19 de enero de 2026) | Oneworld      |
| LATAM Brasil 15 destinos         | Nacionales: (14) Belém / Brasilia / Curitiba / Maceió / Manaos / Natal / Recife / Río de Janeiro-GIG / Salvador de Bahía / São Luis / São Paulo / São Paulo-GRU / Teresina / Vitória Internacionales: (2) Lisboa / Miami | N/A           |
| LATAM Chile 1 destino            | Internacional: (1) Santiago de Chile | N/A           |
| TAP Portugal 1 destino           | Internacional: (1) Lisboa | Star Alliance |
| Voepass Líneas Aéreas 4 destinos | Nacionales: (4) Aracati / Fernando de Noronha / Juazeiro do Norte / Recife | N/A           |

### Destinos internacionales
| Ciudades por países | Nombre del aeropuerto                          | Aerolíneas                          | Aeronave     |              |
| Norteamérica        | Norteamérica                                   | Norteamérica                        | Norteamérica | Norteamérica |
| ------------------- | ---------------------------------------------- | ----------------------------------- | ------------ | ------------ |
| Estados Unidos      |                                                |                                     |              |              |
| Miami               | Aeropuerto Internacional de Miami              | Gol Linhas Aéreas / LATAM Brasil    | B38M / B789  |              |
| Orlando             | Aeropuerto Internacional de Orlando            | Gol Linhas Aéreas                   | B38M         |              |
| Suramérica          |                                                |                                     |              |              |
| Argentina           |                                                |                                     |              |              |
| Buenos Aires        | Aeropuerto Internacional Ministro Pistarini    | Gol Linhas Aéreas (Estacional)      | B38M         |              |
| Buenos Aires        | Aeroparque Jorge Newbery                       | Gol Linhas Aéreas                   | B38M         |              |
| Chile               |                                                |                                     |              |              |
| Santiago de Chile   | Aeropuerto Internacional Arturo Merino Benítez | LATAM Brasil                        | A320N        |              |
| Paraguay            |                                                |                                     |              |              |
| Asunción            | Aeropuerto Internacional Silvio Pettirossi     | LATAM Paraguay (Planes de inicio)   | A320N        |              |
| Europa              |                                                |                                     |              |              |
| España              |                                                |                                     |              |              |
| Madrid              | Aeropuerto Madrid-Barajas                      | Iberia (Inicia 19 de enero de 2026) | A321XLR      |              |
| Francia             |                                                |                                     |              |              |
| París               | Aeropuerto de París-Charles de Gaulle          | Air France                          | A359         |              |
| Portugal            |                                                |                                     |              |              |
| Lisboa              | Aeropuerto de Lisboa                           | LATAM Brasil / TAP Portugal         | B789 / A339  |              |

## Imagen

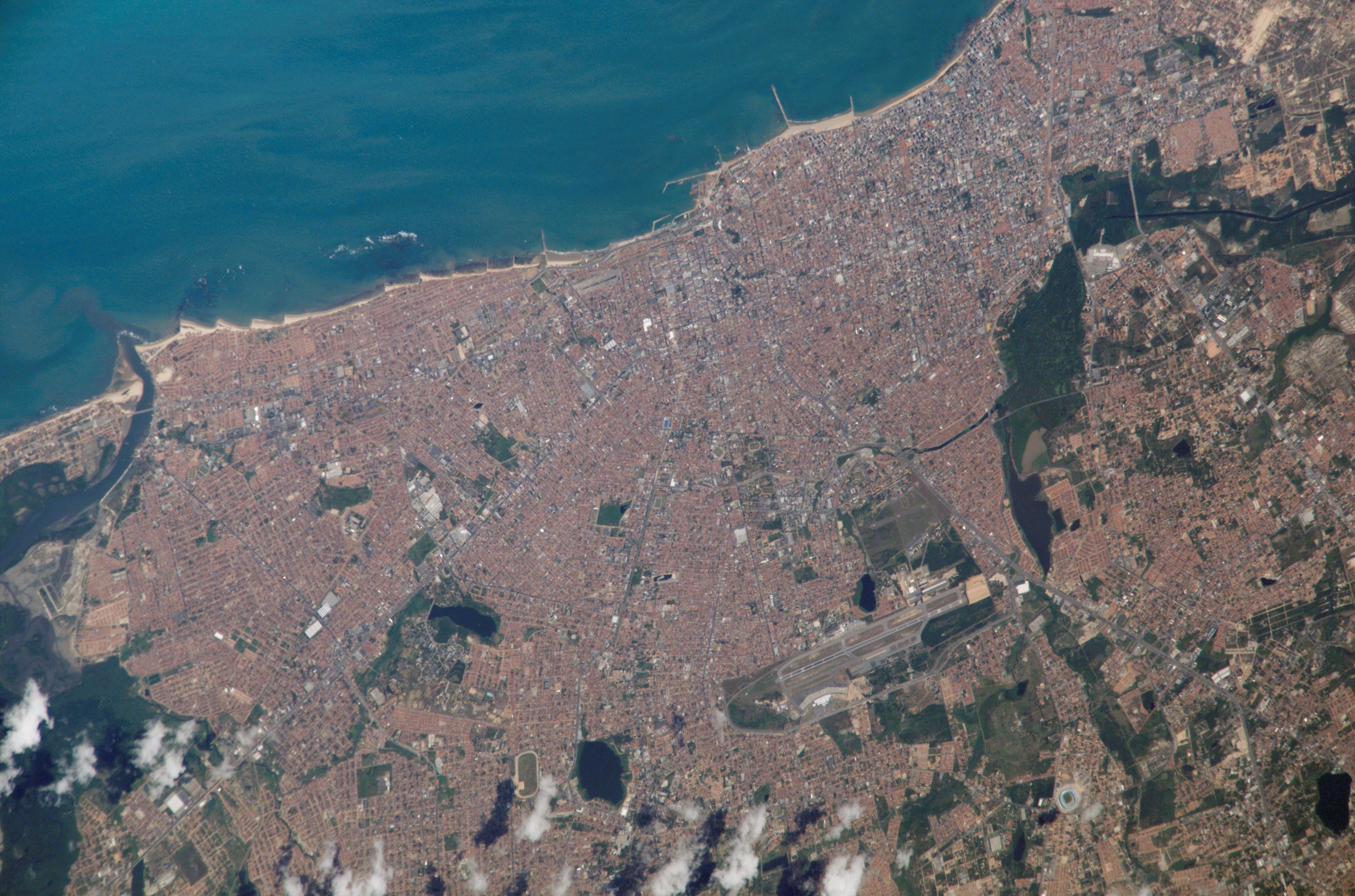
Fortaleza, centro de la ciudad y aeropuerto
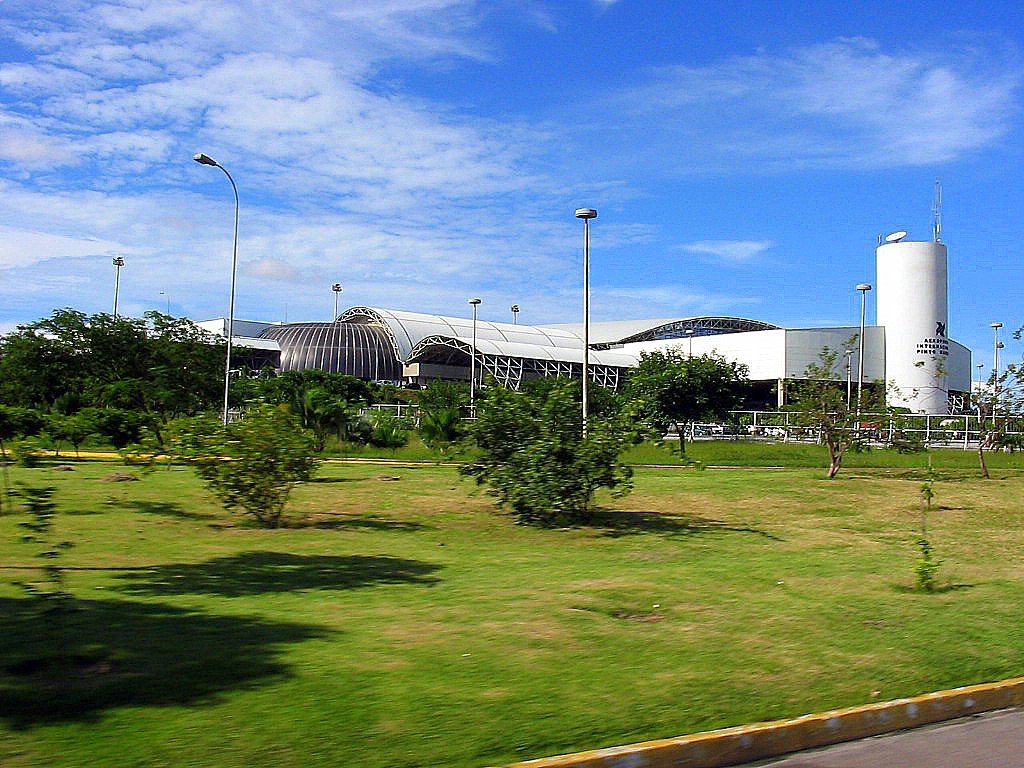
Visión externa del aeropuerto de Fortaleza
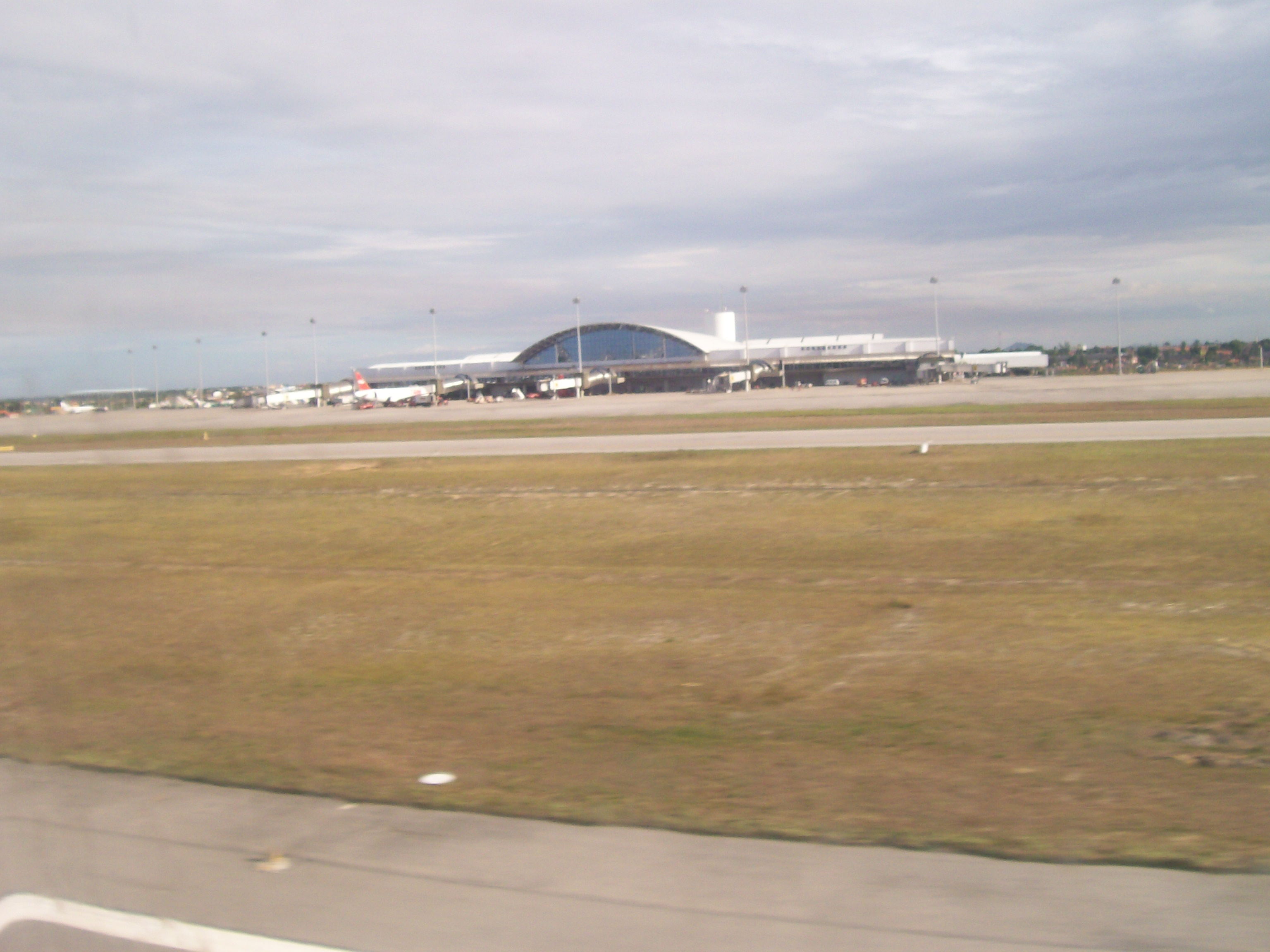
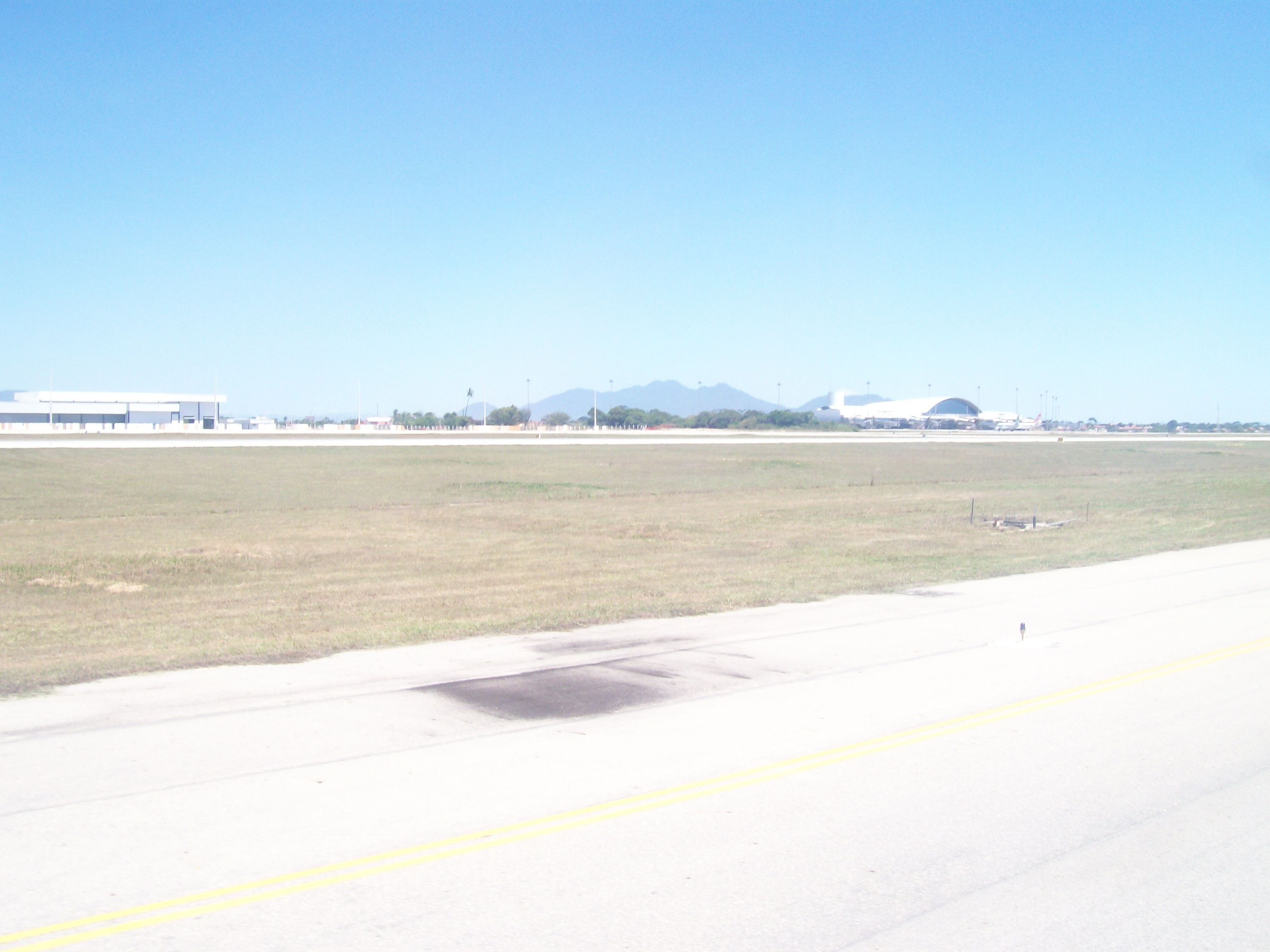
Vista de Sierra de Maranguape de la pista del aeropuerto
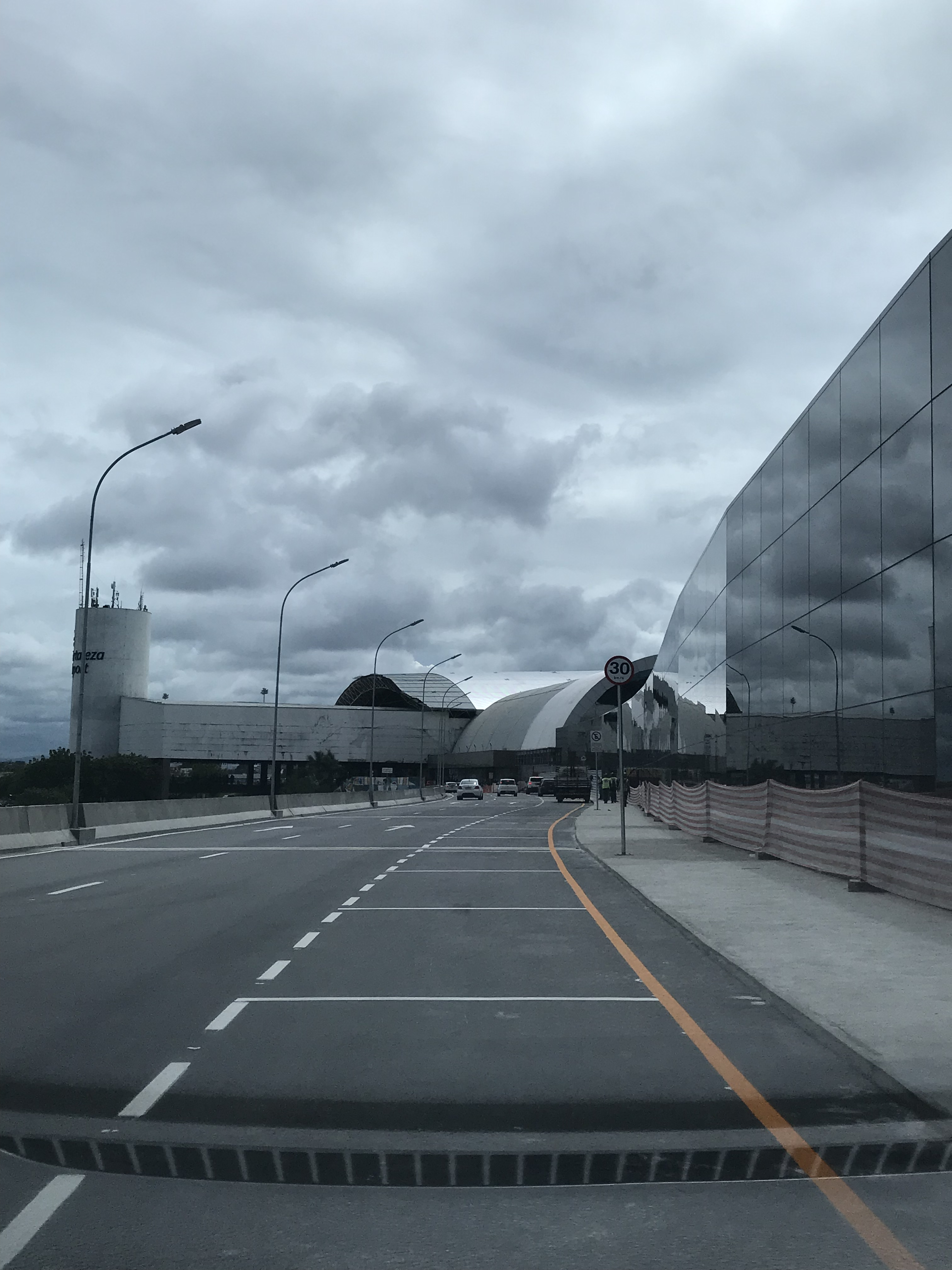
Aeropuerto
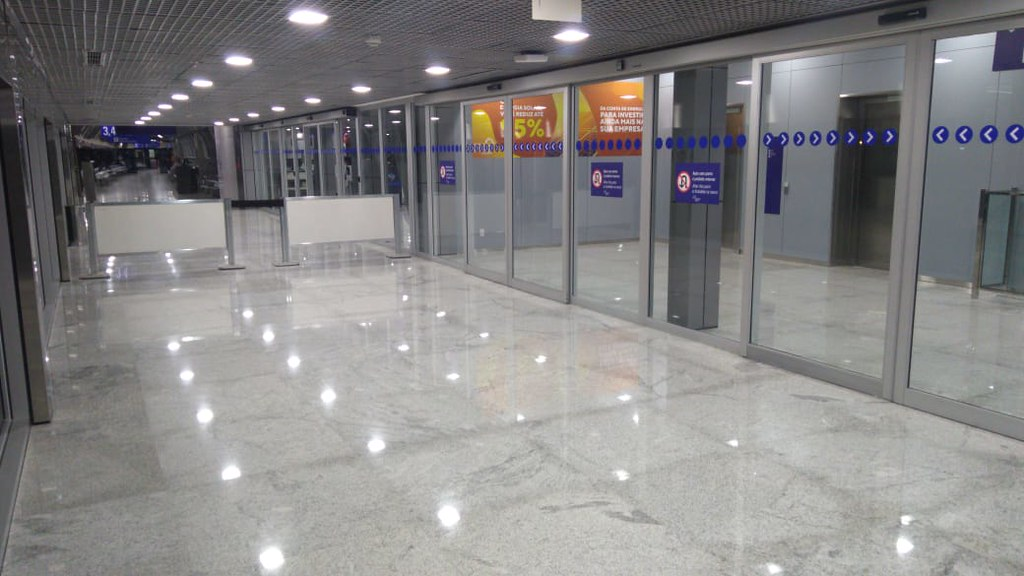
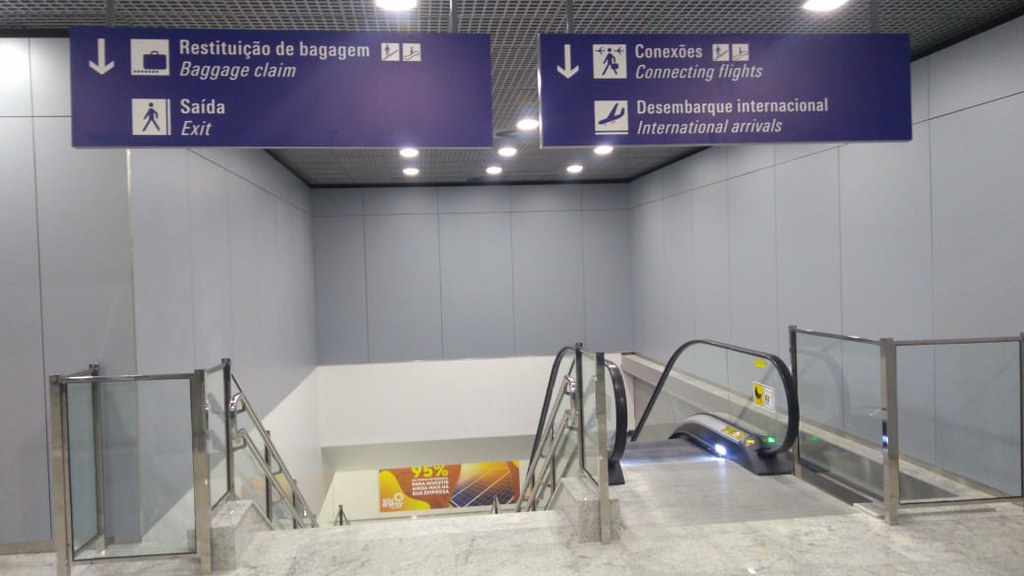
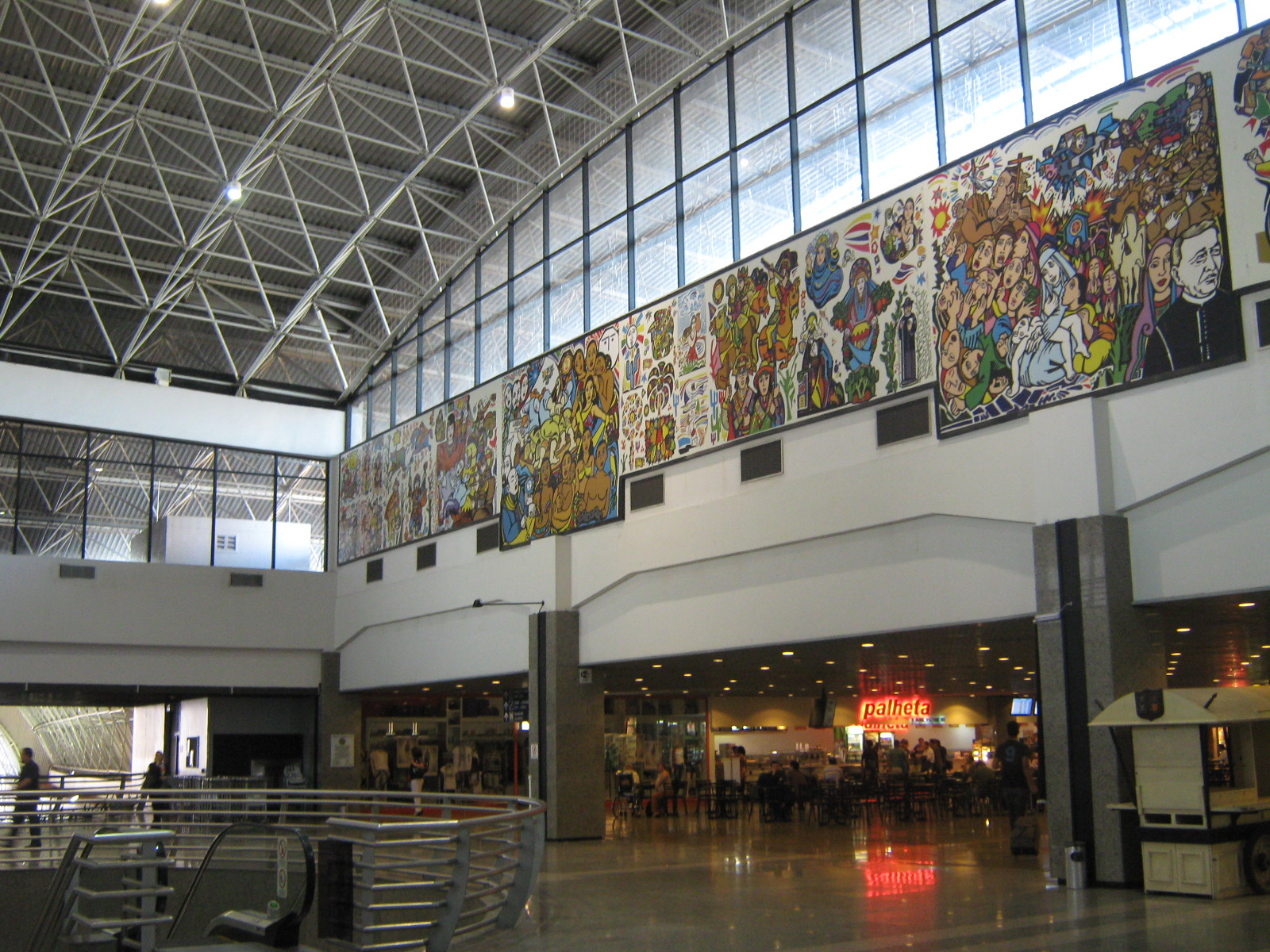
Arte
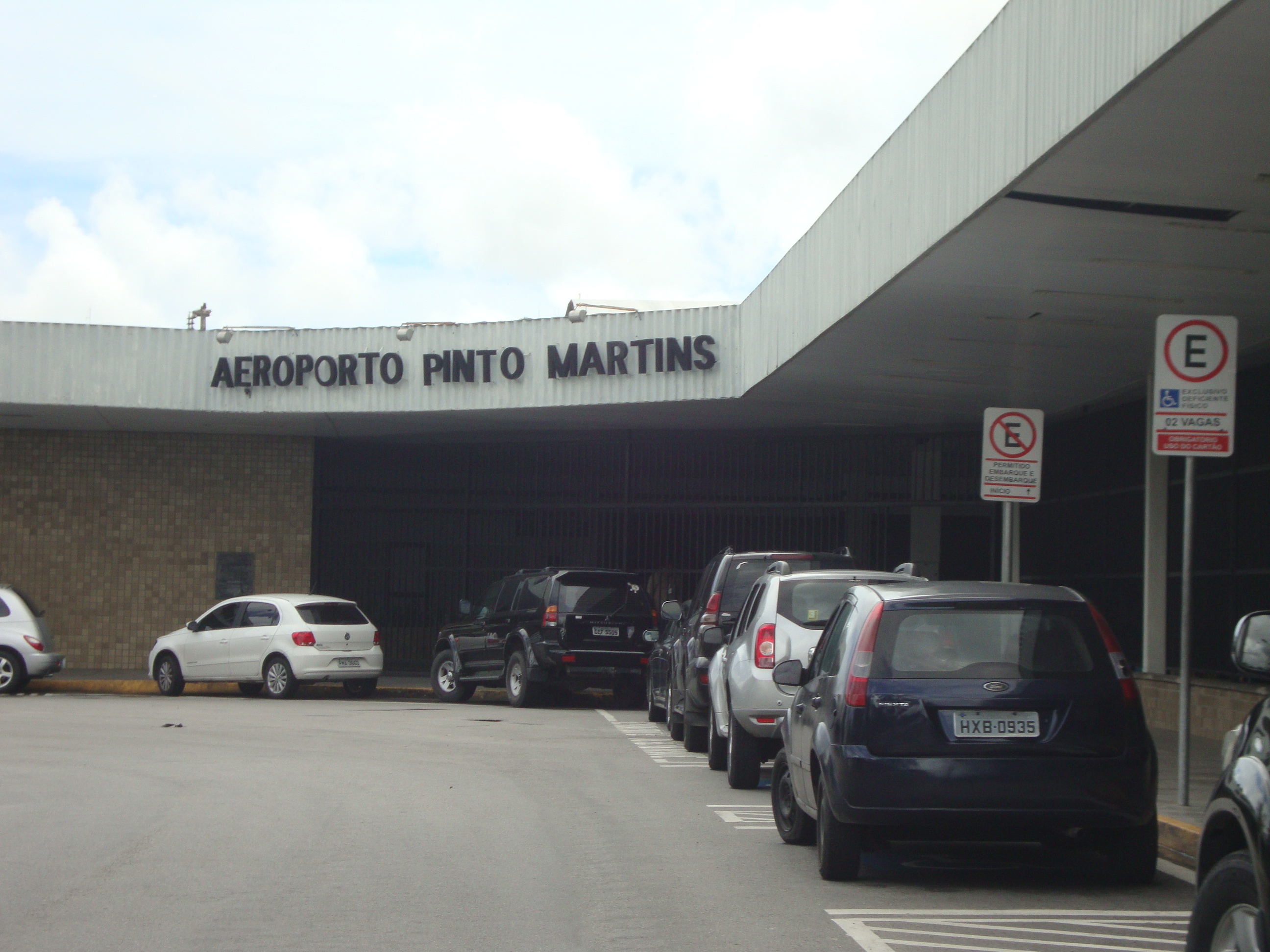
Antiguo Aeropuerto de Fortaleza
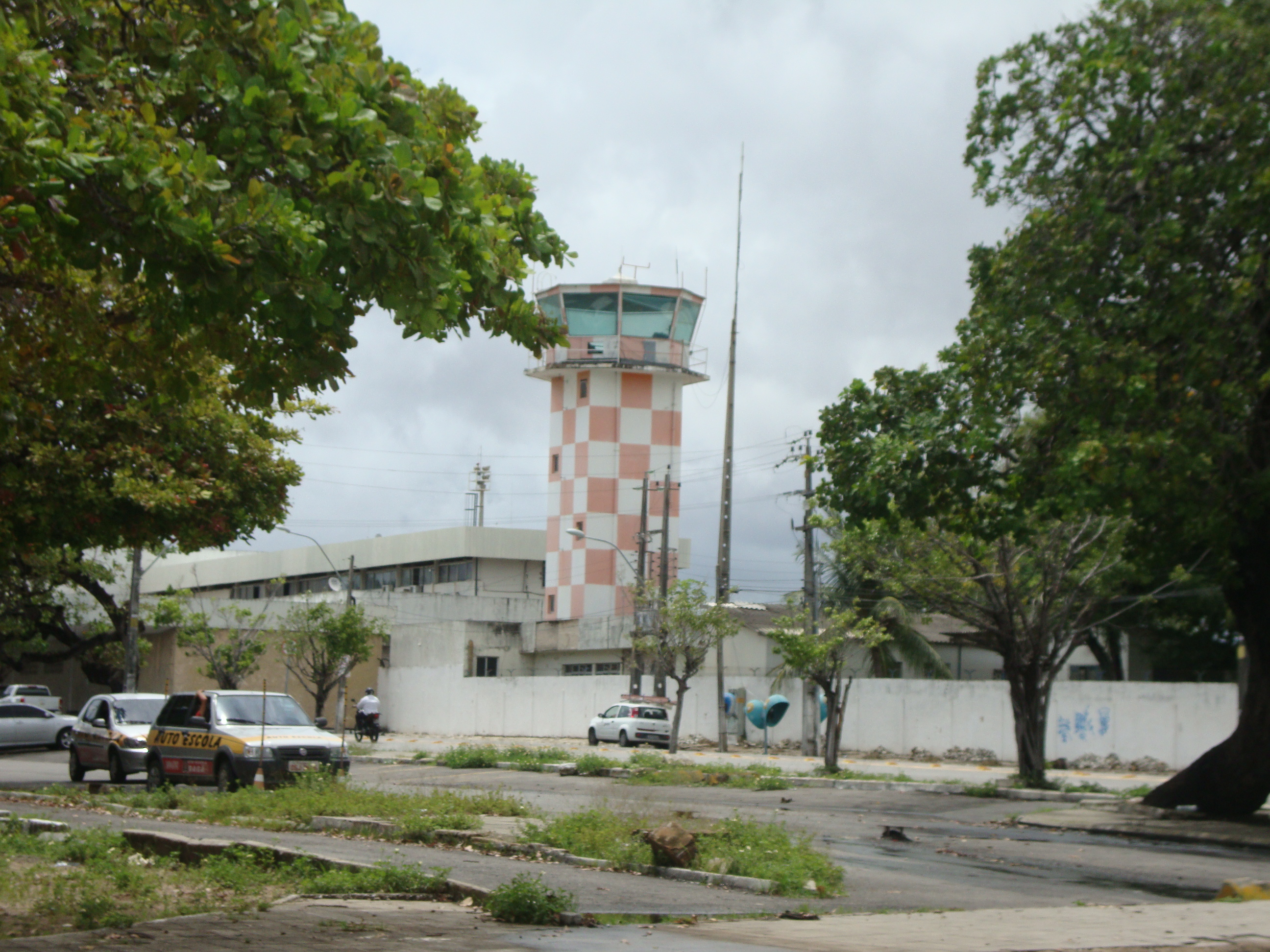
Torre antigua de l'aeropuerto de Fortaleza
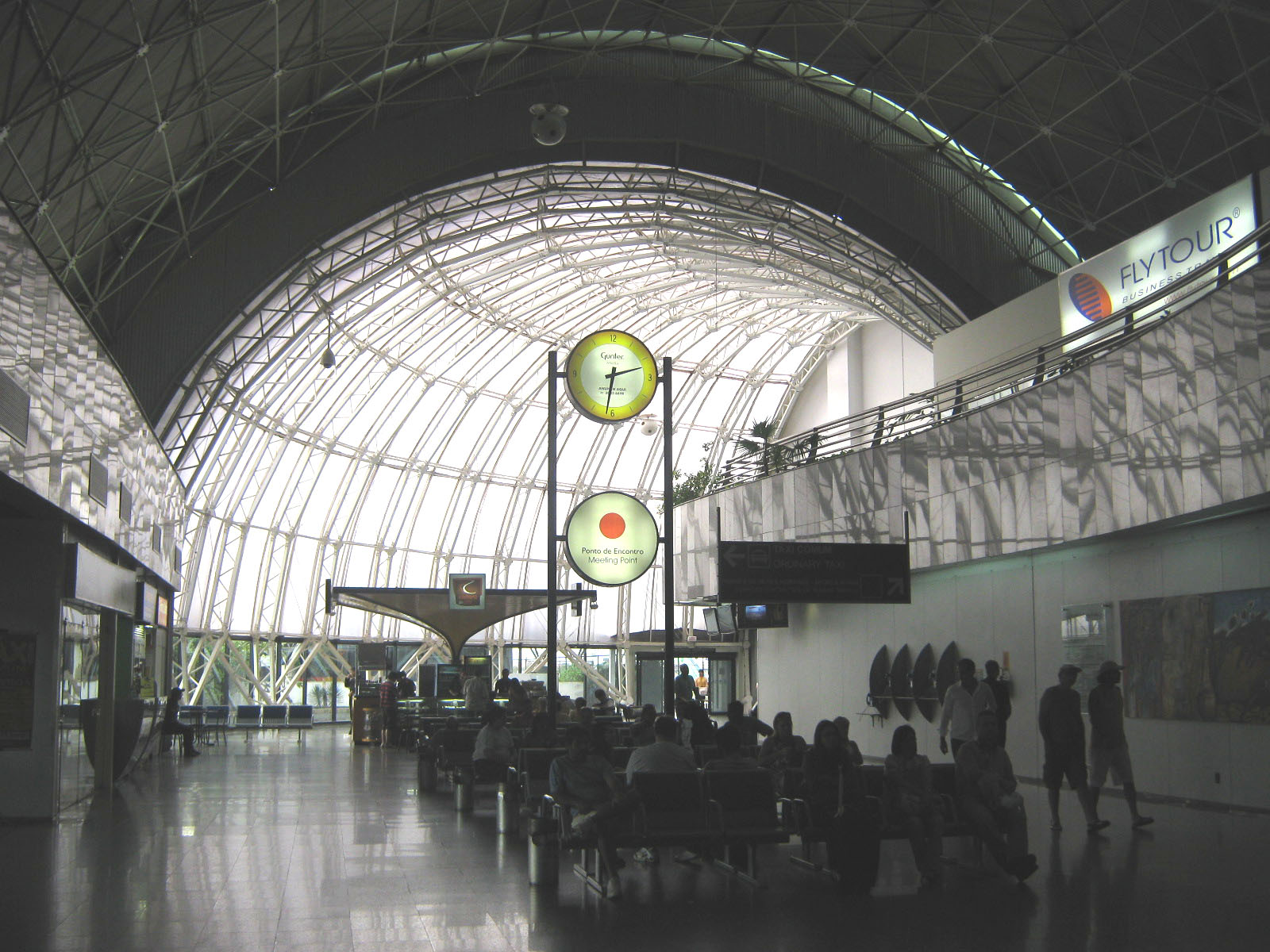
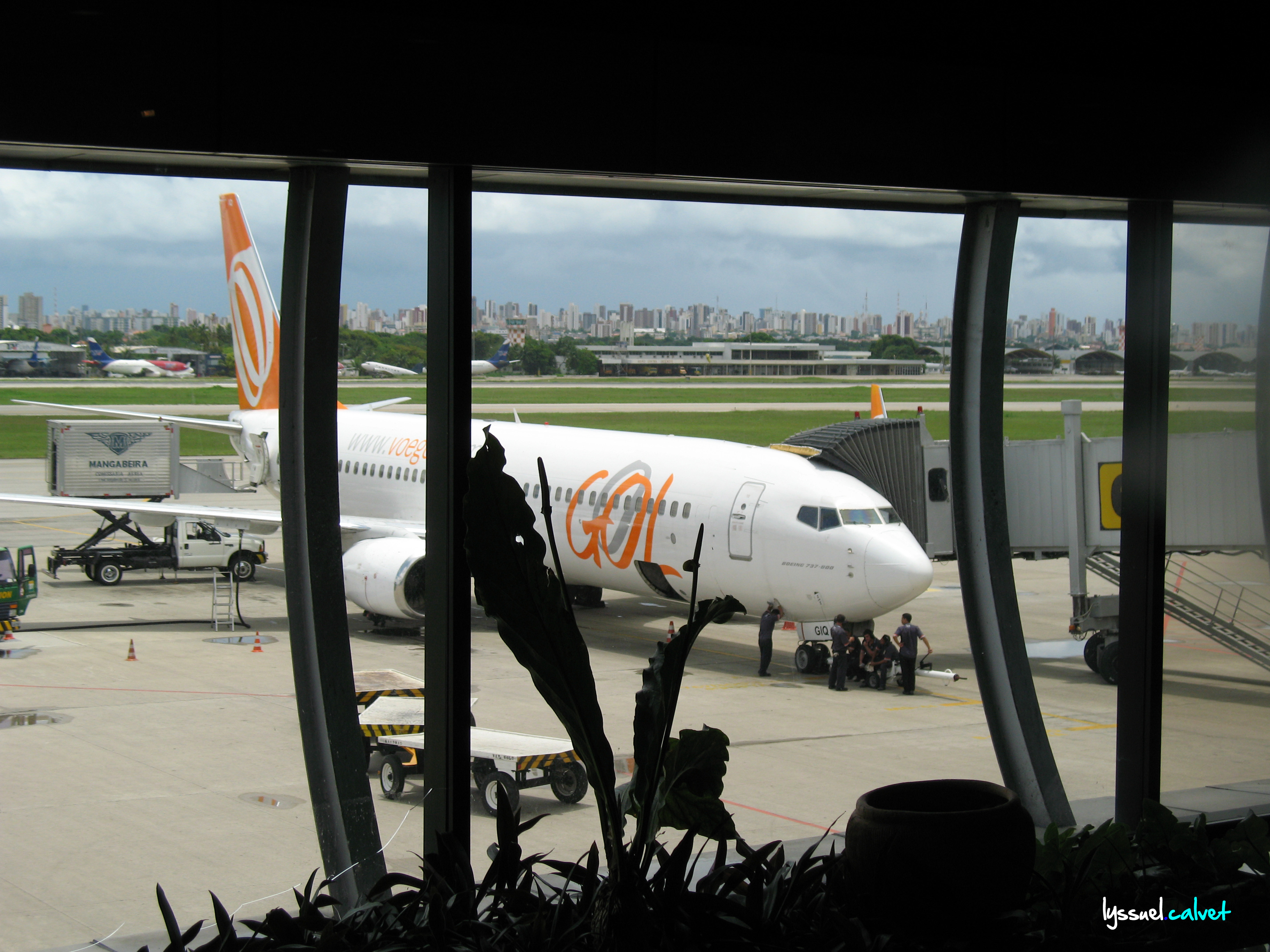
Hub Gol
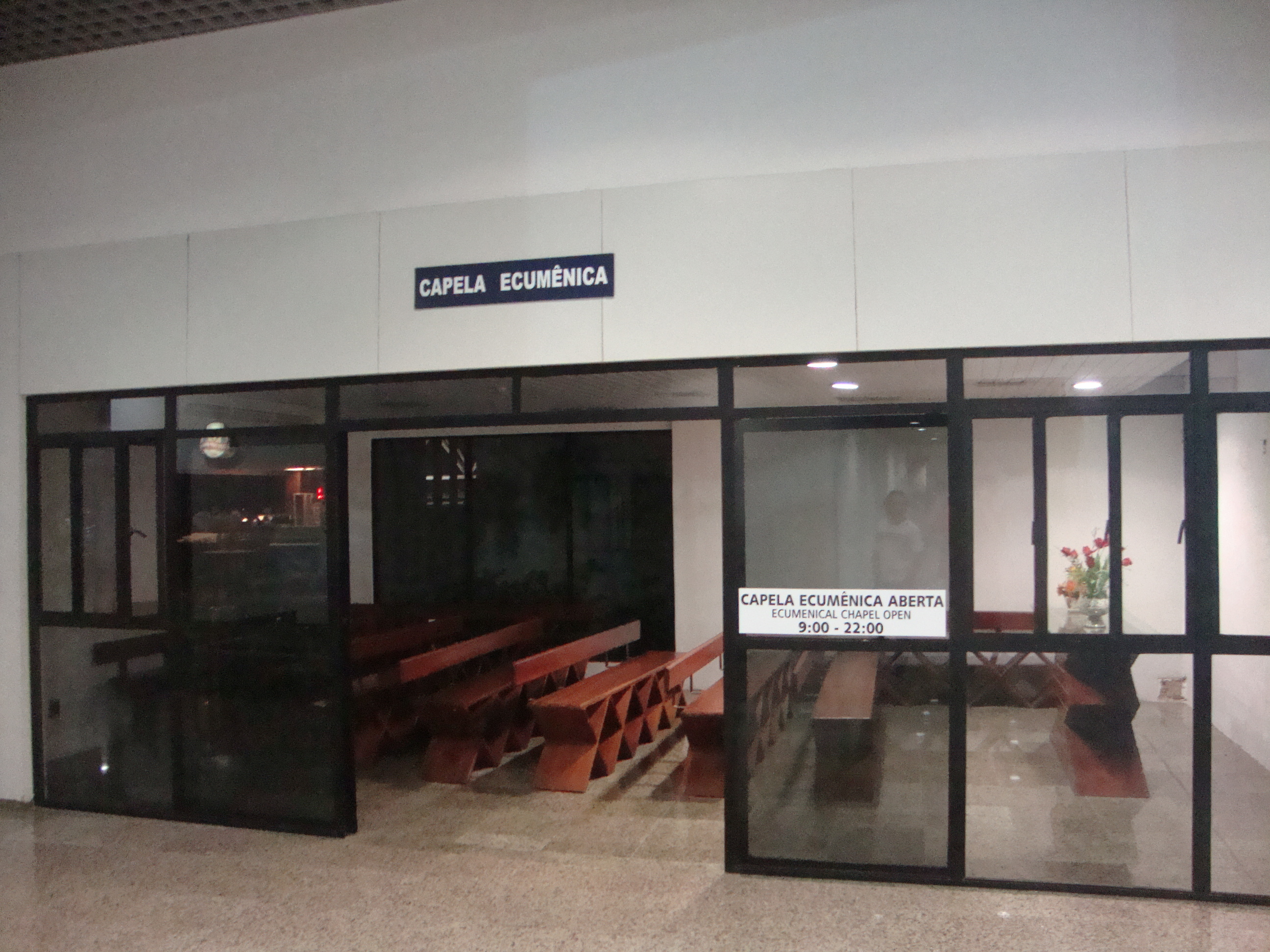
Capilla Ecuménica del Aeropuerto de Fortaleza
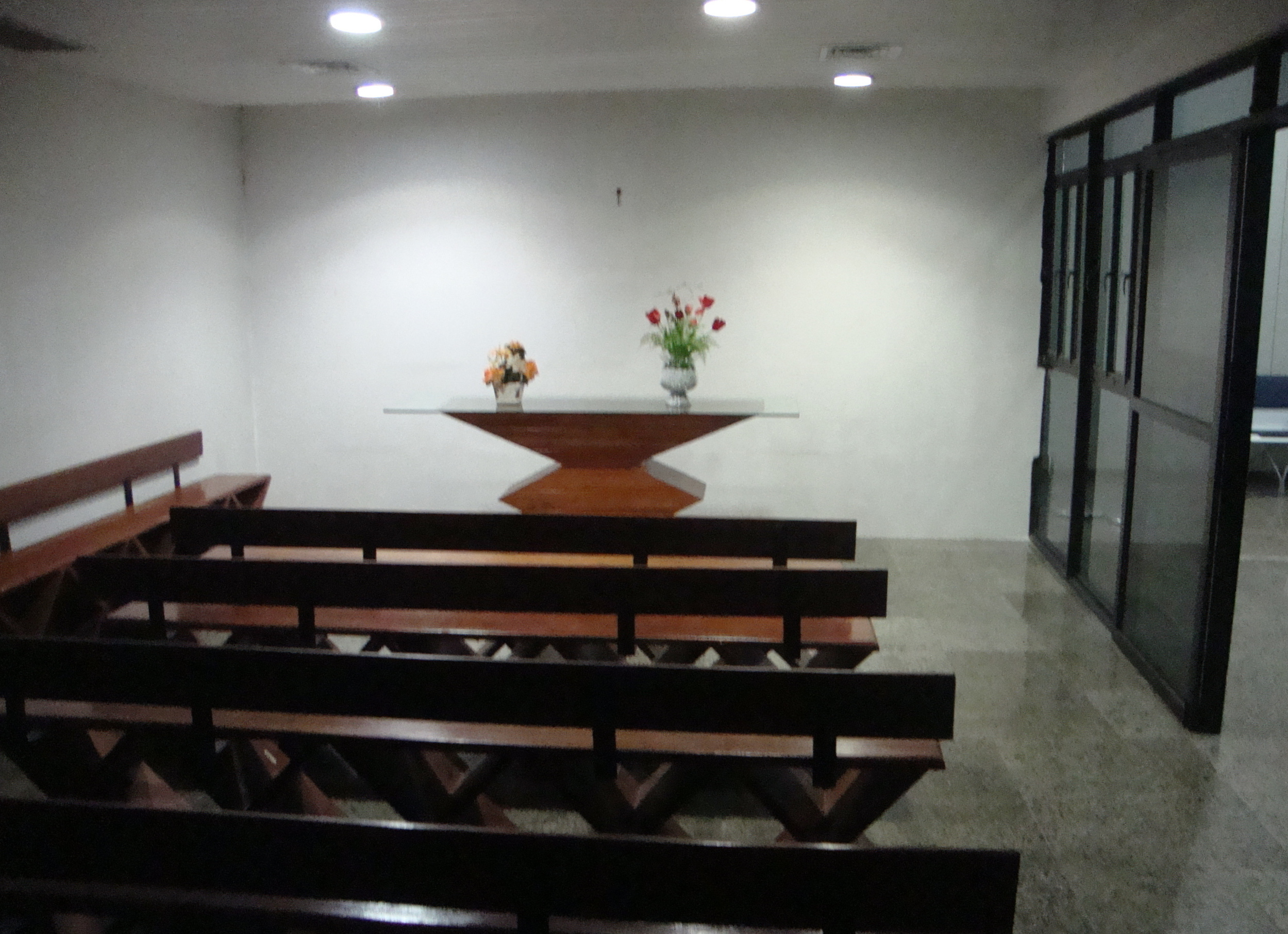
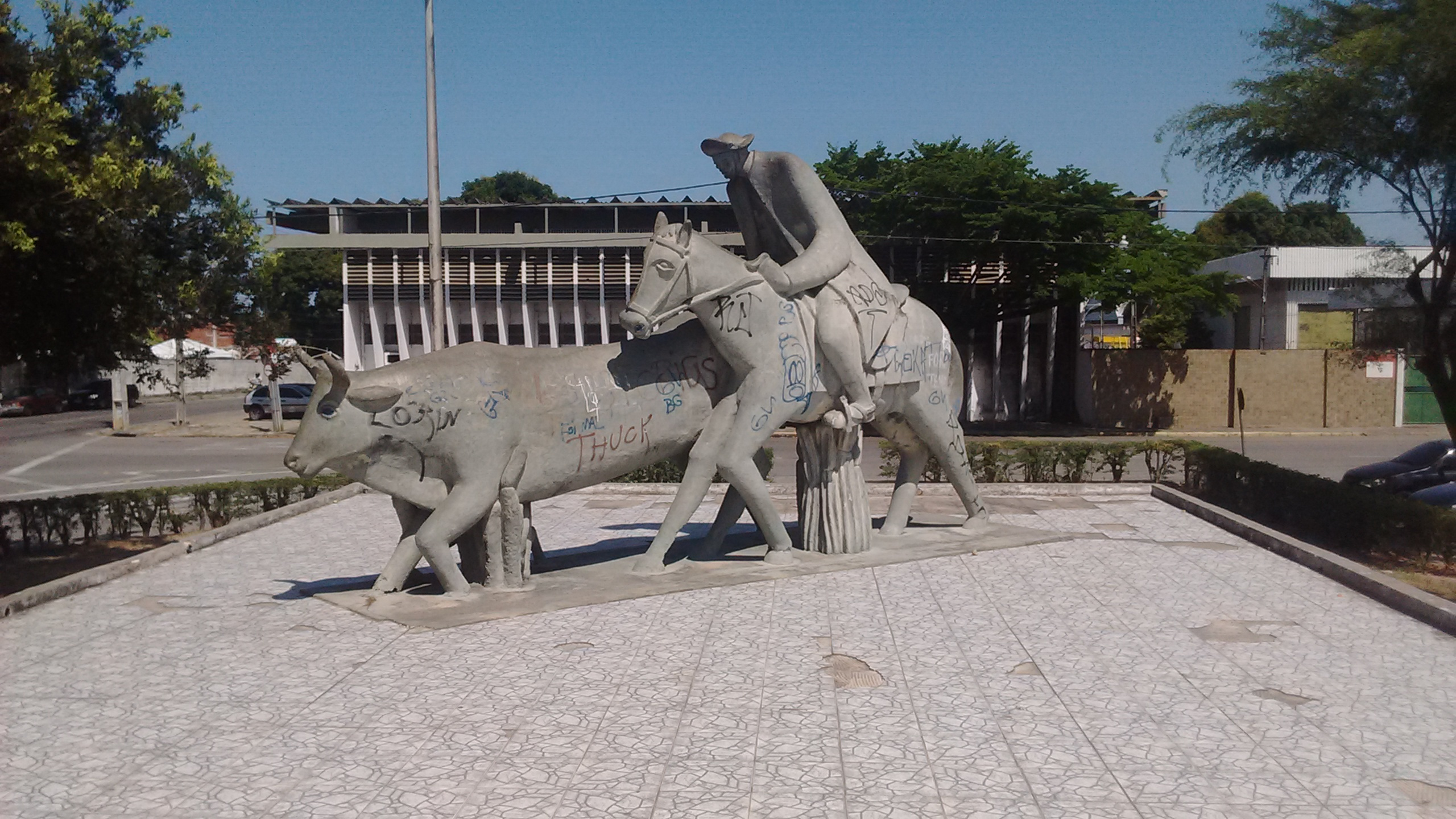
Él representa al Vaquero del Sertão
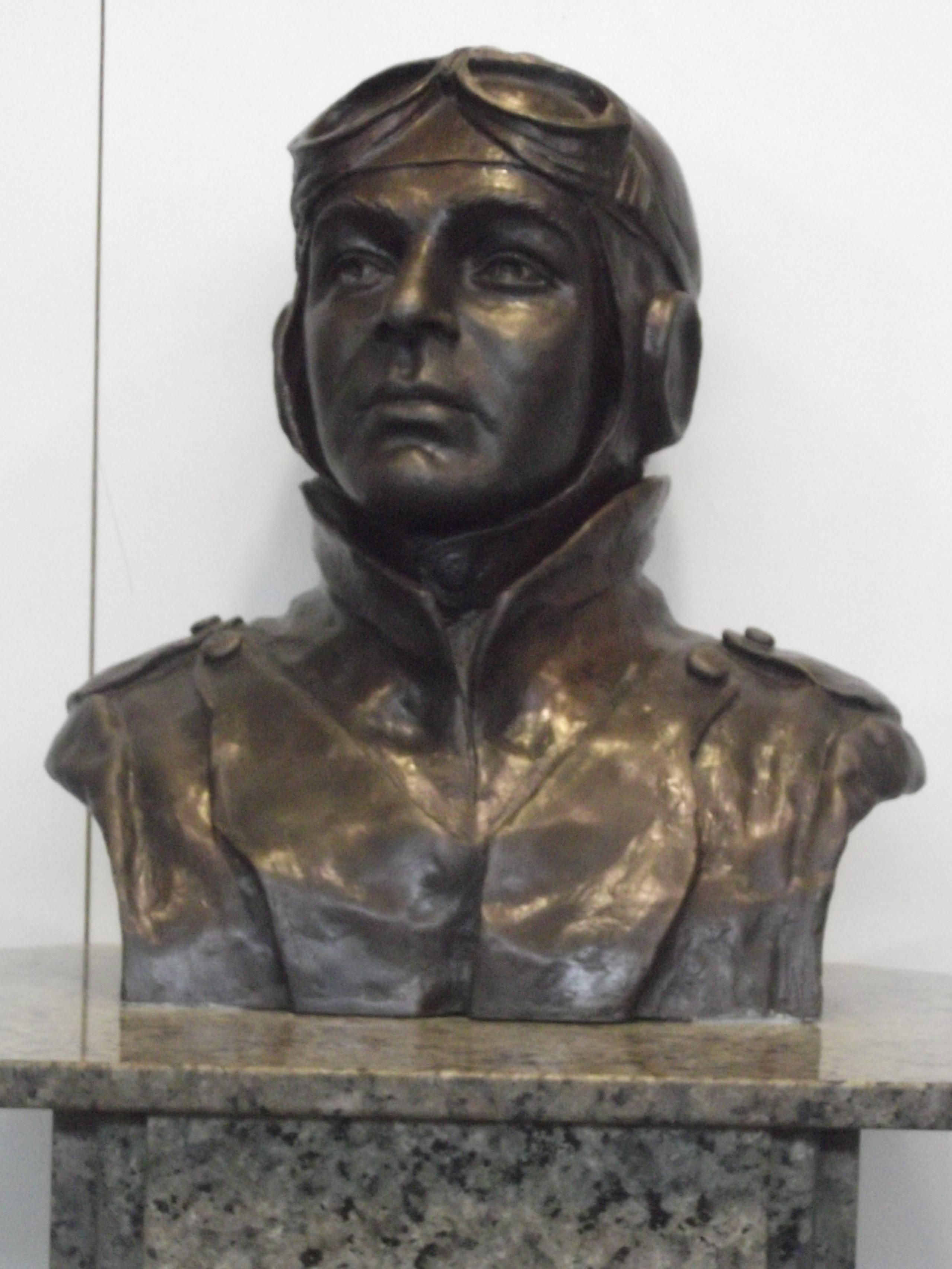
Euclides Pinto Martins 1892-1924
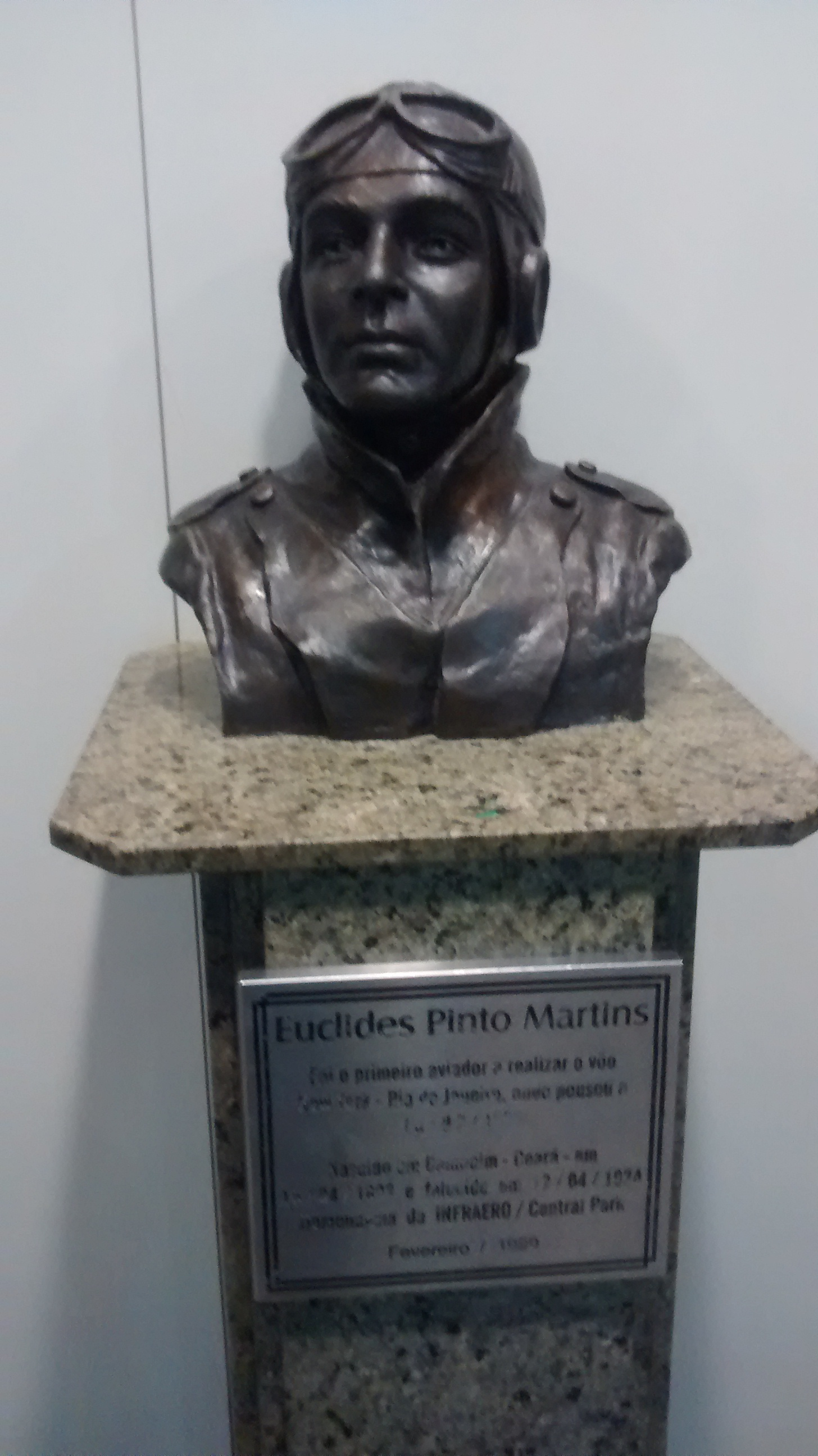
Euclides Pinto Martins